# Coupe des îles Féroé de football 1976
Navigation
Løgmanssteypið 1975 Løgmanssteypið 1977
La Coupe des Îles Féroé 1976 de football est la 22e édition de la Løgmanssteypið (Trophée du Premier Ministre). 
La finale du tournoi se dispute à Klaksvík au stade við Djúpumýrar au match aller. La finale retour se dispute à Tórshavn au stade Gundadalur.
Le HB Tórshavn fut le vainqueur. C'est le treizième titre du club.

## Format
Prenant place entre les mois de mai à octobre 1976, la compétition se décompose en trois phases allant du premier tour jusqu'à la finale qui se dispute en match aller-retour. Seules les équipes de 1. Deild 1976  participèrent à la compétition.

## Clubs participants
| \| B36 HB ÍF KÍ NSÍ TB VBV \| Localisation des clubs engagés dans la coupe nationale 1976. |
| B36 HB ÍF KÍ NSÍ TB VBV                                                                    |

- B36 Tórshavn - 1. Deild
- HB Tórshavn - 1. Deild - Tenant du Titre
- ÍF Fuglafjørður - 1. Deild
- KÍ Klaksvík - 1. Deild
- NSÍ Runavík - 1. Deild - Promu de 2. Deild
- TB Tvøroyri - 1. Deild
- VB Vágur - 1. Deild

## Résultats

### Premier tour[5]
| Date        | Équipe 1     | Résultat | Équipe 2        |
| ----------- | ------------ | -------- | --------------- |
| 16 mai 1976 | TB Tvøroyri  | 3-0      | NSÍ Runavík     |
| 16 mai 1976 | VB Vágur     | 3-4      | HB Tórshavn     |
| 16 mai 1976 | B36 Tórshavn | 1-0      | ÍF Fuglafjørður |

### Demi-finales[6]
| Date         | Équipe 1     | Résultat | Équipe 2    |
| ------------ | ------------ | -------- | ----------- |
| 15 août 1976 | B36 Tórshavn | 0-1      | KÍ Klaksvík |
| 15 août 1976 | HB Tórshavn  | 4-1      | TB Tvøroyri |

### Finale[7].
| 3 octobre 1976 | KÍ Klaksvík | 0-1   | HB Tórshavn | við Djúpumýrar, Klaksvík |
|                |             | (0-1) |             |                          |

| 10 octobre 1976 | HB Tórshavn | 3-0   | KÍ Klaksvík | Gundadalur, Tórshavn |
|                 |             | (3-0) |             |                      |